# NGC 6708
NGC 6708 (другие обозначения — PGC 62569, ESO 183-27, AM 1851-534, IRAS18515-5347) — спиральная галактика (Sb) в созвездии Телескоп.
Этот объект входит в число перечисленных в оригинальной редакции «Нового общего каталога».
В галактике вспыхнула сверхновая SN 2011ce типа Ia-p, её пиковая видимая звездная величина составила 15,8.
В галактике вспыхнула сверхновая SN 2004do типа Ia, её пиковая видимая звездная величина составила 16,3.